# Paolo Paci
(Paolo Paci, Evitare le buche più dure, 
Feltrinelli, 2006)
Paolo Paci (Milano, 27 dicembre 1959) è un giornalista, scrittore e viaggiatore italiano.

## Biografia
Inizia la carriera giornalistica nel 1983, scrivendo di viaggi, arte, gastronomia, culture alpine.
Per tre decenni vive in prima persona l'evoluzione delle riviste di turismo, scrivendo reportage per diverse testate italiane (principalmente Bell’Italia, Bell'Europa, L’Espresso) e soprattutto per la rivista Weekend Viaggi, di cui è a lungo caporedattore.
Come alpinista e arrampicatore ripete molti itinerari classici su roccia e ghiaccio delle Alpi. Pubblica manuali di alpinismo (con De Vecchi), articoli e racconti sulle maggiori testate alpinistiche italiane (Meridiani Montagne, La Rivista della Montagna e la rivista del Club Alpino Italiano Lo Scarpone).
Nel 2002 contribuisce alla nascita di Viaggiesapori, format innovativo che coniuga il viaggio all'enogastronomia. 
Tra il 2009 e il 2010 idea e dirige VS viaggiare scoprire, mensile di viaggi e lifestyle. 
Fino al 2013 è stato direttore di La Cucina Italiana, mensile di cultura gastronomica dell'editrice Quadratum.
Dal 2021 è direttore scientifico di Meridiani Montagne, bimestrale di cultura alpina dell’Editoriale Domus.

## Opere
Nei suoi libri, Paolo Paci inaugura in Italia uno stile di racconto di viaggio fortemente personalizzato, per il quale viene paragonato allo scrittore statunitense Bill Bryson. Tra il 2003 e il 2004, pubblica con Feltrinelli due libri sulle sue esperienze di viaggio: Alpi, una grammatica d'alta quota, che indaga sulla ricchezza linguistica della catena alpina e Cuochi, artisti, visionari, che partendo da una indagine gastronomica tra Valtellina e i Grigioni svizzeri finisce sulle tracce dei grandi artisti, da Segantini a Giacometti.
Nel 2006 scrive Evitare le buche più dure (Feltrinelli), in cui confluisce la sua lunga esperienza di viaggiatore professionale: è un libro che rivela i meccanismi del giornalismo di viaggio, i rapporti con la pubblicità, la vita delle redazioni dietro le quinte.
All'insegna del viaggio è anche il libro fotografico Borghi e villaggi del mondo (2010, White Star).
Nel 2011 torna alla narrativa di viaggio con Il deserto dei non credenti (Edizioni San Paolo), un racconto itinerante nel Negev israeliano. In questa opera l'introspezione prevale sull'esperienza geografica, mentre l'incontro tra luoghi e narrazioni bibliche e il protagonista (un viandante dichiaratamente laico) mette in moto una riflessione sulle ragioni della spiritualità contemporanea.
Nel 2015, in occasione del 150º anniversario della conquista del Cervino, pubblica Nel vento e nel ghiaccio, in cui il racconto in prima persona della scalata si coniuga a un'ampia ricerca storica e geografica, che abbraccia più di due secoli di alpinismo e di turismo sulle Alpi.
Alle grandi cime delle Alpi e alla storia e cultura dei fondovalle sono dedicati anche i titoli seguenti: Il respiro delle montagne (2016), 4810. Il Monte Bianco: le sue storie, i suoi segreti (2018, Premio Bancarella Sport), L’orco, il monaco e la vergine (2019), indagine sulla complessità dell’Oberland, cuore ghiacciato d’Europa.
Nel 2017, in occasione del centenario della disfatta di Caporetto, pubblica Caporetto andata e ritorno, racconto di viaggio dalle Alpi Giulie slovene al Monte Grappa, sulle tracce di un esercito in ritirata.
Nel 2021 pubblica il romanzo L’ora più fredda, in cui narra la formazione politica, sentimentale e alpinistica di un giovane cittadino a metà degli anni Settanta.
Nel 2022, in occasione del centenario di fondazione del Parco Nazionale Gran Paradiso, pubblica L'Alfabeto del Paradiso, racconto di viaggio tra le cinque vallate del parco, inseguendo storie di re sabaudi, animali selvatici e ghiacciai in estinzione.

## Premi
- Festival della letteratura di viaggio Albatros Città di Palestrina (2003)
- Premio giornalistico del Roero (2004)
- Festival del libro di viaggio T.H.Lawrence di Mandas (2006)
- Premio Bancarella Sport (2019)